# Jan Ceulemans
Jan Ceulemans (født 28. februar 1957 i Lier, Belgien) er en tidligere belgisk fodboldspiller og senere fodboldtræner, der spillede som offensiv midtbanespiller hos de belgiske klubber Lierse SK samt Club Brugge. Hans karriere strakte sig fra 1974 til 1992.
Med Club Brugge blev Ceulemans fire gange belgisk mester og to gange belgisk pokalvinder. Han blev i 2004 udvalgt til FIFA 100, en kåring af de 125 bedste nulevende fodboldspillere gennem historien. Desuden blev han tre gange, i 1980, 1985 og 1986 kåret til Belgiens bedste fodboldspiller.
Efter sit karrierestop blev Ceulemans træner, og stod blandt andet mellem 2005 og 2006 i spidsen for sin gamle klub, Club Brugge.

## Landshold
Ceulemans nåede i løbet af sin karriere at spille 96 kampe for Belgiens landshold, hvilket giver ham landskampsrekorden i landet. Han repræsenterede sit land i årene mellem 1977 og 1991, og var en del af trupperne til EM i 1980, VM i 1982, EM i fodbold 1984, VM i fodbold 1986 samt VM i 1990.

## Titler
Belgisk mesterskab
- 1980, 1998, 1990 og 1992 med Club Brugge

Belgisk pokaltitel
- 1986 og 1991 med Club Brugge